# Atarisoft

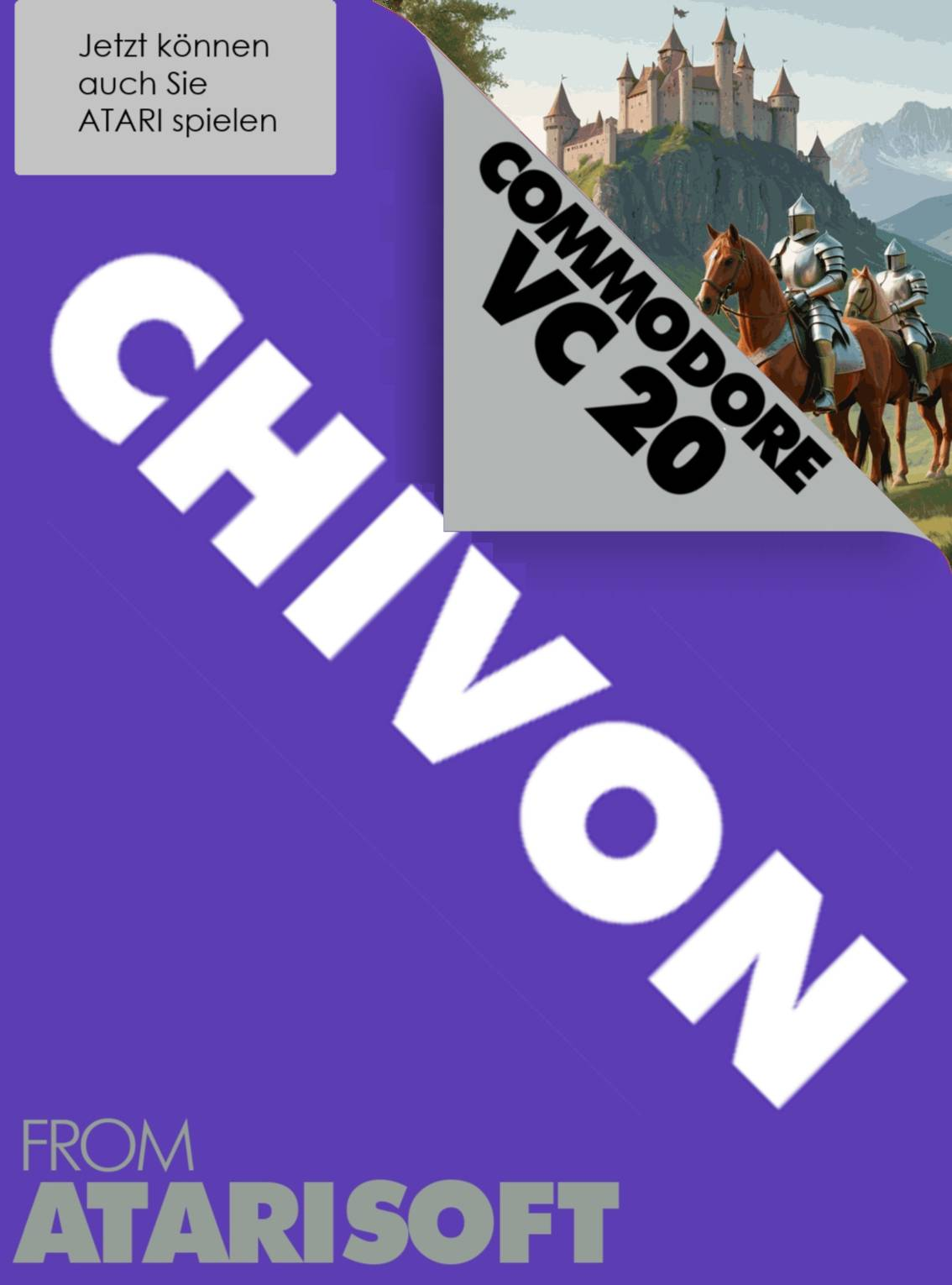
Spieleschachtel von Atarisoft

Atarisoft war ein Markenname des ehemaligen amerikanischen Computerspieleherstellers Atari, unter dem Videospiele für die damaligen Konkurrenzsysteme von Coleco, Mattel, Apple, Texas Instruments, Commodore, IBM, Sinclair und Acorn vermarktet wurden.

## Allgemeines

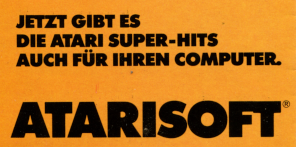
Werbeslogan und Logo

Atari vermarktete unter der Marke Atarisoft zwischen 1983 und 1984 insgesamt 24 Spiele, die zuvor als Arcade-Automat oder Telespiel erfolgreich waren und an denen Atari die Rechte hielt. Sechs weitere Spiele waren geplant oder bereits in der Entwicklung, wurden aber nicht mehr unter dem Label veröffentlicht. Einige der Portierungen erschienen entweder nur in Europa oder Nordamerika, je nachdem ob das Zielsystem im jeweiligen Markt verbreitet war. Die Umsetzungen der Spiele wurden nicht von Atari selbst entwickelt, sondern von freien Mitarbeitern programmiert und nur unter dem Markennamen Atarisoft vertrieben. Dies führte auch dazu, dass die gleichen Spiele für verschiedene Plattformen in unterschiedlicher Qualität umgesetzt worden sind, was nicht nur an den technischen Fähigkeiten der Zielsysteme lag.
Für jedes von Atarisoft unterstützte Zielsystem wurde eine bestimmte Farbe verwendet:
| Plattform     | Farbe    |
| ------------- | -------- |
| VC 20         | violett  |
| C 64          | grün     |
| TI-99/4A      | gelb     |
| ColecoVision  | orange   |
| Intellivision | pink     |
| ZX Spectrum   | graugrün |
| IBM PC        | blau     |
| Apple II      | rot      |
| BBC Micro     | lila     |
| IBM PCjr      | grau     |

Die Verpackungen der Spiele waren hauptsächlich mit dieser Farbe bedruckte Kartons, auf denen nur in einfacher Schrift der Spieletitel, das Zielsystem und der Schriftzug Atarisoft stand. Ausschließlich in der rechten oberen Ecke war ein kleiner Ausschnitt des Artworks zu sehen, welches Atari typischerweise auf seinen Spielautomaten oder Schachteln für Spiele der eigenen Systeme verwendete. Die meisten Spieleschachteln von Atarisoft waren nur in englischer Sprache bedruckt. In Deutschland vertriebene Schachteln erhielten in der linken oberen Ecke einen kleinen Aufkleber mit dem Satz Jetzt können auch Sie ATARI spielen. Vereinzelte spätere Druckserien hatten mehrsprachig bedruckte Kartons, beispielsweise Neuauflagen von Pac-Man.
Der Name Atarisoft als Marke zum Vertrieb von Spielen für konkurrierende Systeme wurde 1984 aufgegeben, als Atari durch Warner Communications an Jack Tramiel, den Gründer von Commodore, verkauft wurde. Nur in Großbritannien und Frankreich wurden 1985 noch einige Titel unter dieser Marke veröffentlicht, diese allerdings für die 8-Bit-Computer von Atari selbst.

## Spiele

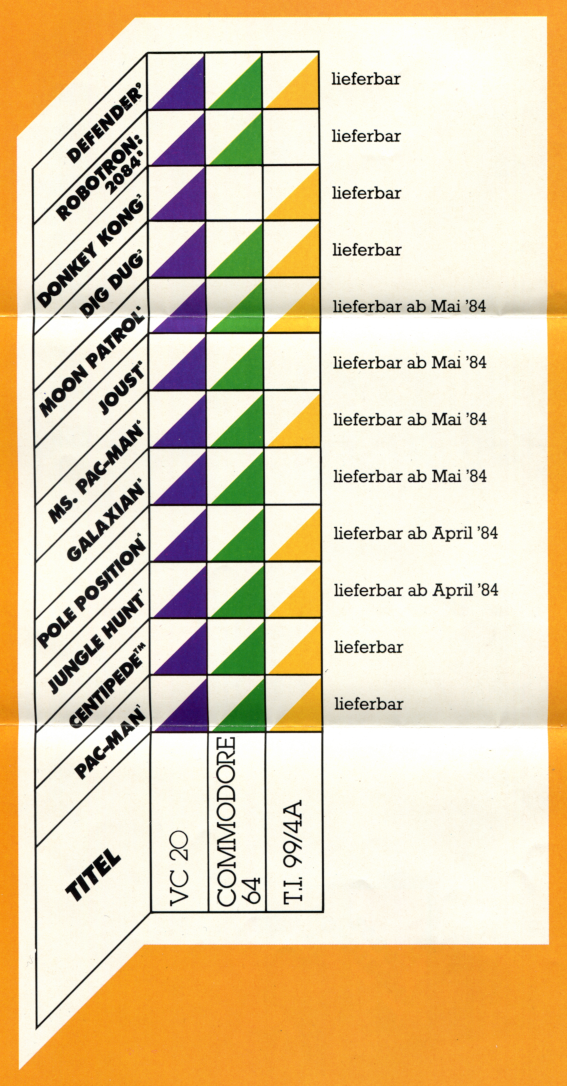
Prospekt von Atarisoft in Deutschland 1983

Folgende Spiele wurden für die Konkurrenzsysteme von Atari unter der Marke Atarisoft veröffentlicht oder geplant:
| Spiel           | erschienen für                                                               | geplant für                                                        |
| --------------- | ---------------------------------------------------------------------------- | ------------------------------------------------------------------ |
| Asteroids       |                                                                              | BBC Micro                                                          |
| Battlezone      | C64, VC20, IBM PC, Apple II                                                  | ColecoVision, Intellivision, TI-99/4A, BBC Micro                   |
| Centipede       | C64, VC20, ColecoVision, Intellivision, TI-99/4A, IBM PC, Apple II           | IBM PCjr                                                           |
| Crystal Castles | IBM PC, BBC Micro                                                            | C64, VC20                                                          |
| Defender        | C64, VC20, ColecoVision, Intellivision, TI-99/4A, IBM PC, Apple II           |                                                                    |
| Dig Dug         | C64, VC20, TI-99/4A, IBM PC, BBC Micro, Apple II                             | ColecoVision, Intellivision, ZX Spectrum                           |
| Donkey Kong     | C64, VC20, TI-99/4A, IBM PC, BBC Micro, Apple II                             | ZX Spectrum, IBM PCjr                                              |
| Donkey Kong Jr. | ZX Spectrum, IBM PC, Apple II                                                | C64, VC20, BBC Micro                                               |
| Galaxian        | C64, VC20, ColecoVision, ZX Spectrum, IBM PC, Apple II                       | Intellivision, TI-99/4A                                            |
| Gremlins        | C64, IBM PC, Apple II                                                        |                                                                    |
| Joust           | TI-99/4A, IBM PC, Apple II                                                   | C64, VC20, ColecoVision, Intellivision, BBC Micro                  |
| Jungle Hunt     | C64, VC20, ColecoVision, TI-99/4A, IBM PC, Apple II                          | Intellivision                                                      |
| Mario Bros.     | IBM PC, Apple II                                                             | C64, VC20, TI-99/4A                                                |
| Missile Command |                                                                              | C64, VC20, ColecoVision, Intellivision, TI-99/4A, IBM PC, Apple II |
| Moon Patrol     | C64, VC20, ColecoVision, TI-99/4A, IBM PC, Apple II                          | Intellivision, IBM PCjr                                            |
| Ms. Pac-Man     | C64, VC20, TI-99/4A, ZX Spectrum, IBM PC, BBC Micro, Apple II                | ColecoVision, Intellivision, IBM PCjr                              |
| Pac-Man         | C64, VC20, Intellivision, TI-99/4A, ZX Spectrum, IBM PC, BBC Micro, Apple II | ColecoVision, IBM PCjr                                             |
| Picnic-Paranoia | TI-99/4A                                                                     |                                                                    |
| Pole Position   | C64, VC20, TI-99/4A, ZX Spectrum, IBM PC, BBC Micro, Apple II                | ColecoVision, Intellivision                                        |
| Protector II    | TI-99/4A                                                                     |                                                                    |
| Robotron: 2084  | C64, VC20, TI-99/4A, ZX Spectrum, IBM PC, BBC Micro, Apple II                |                                                                    |
| Shamus          | TI-99/4A                                                                     |                                                                    |
| Sinistar        |                                                                              | BBC Micro                                                          |
| Stargate        | C64, IBM PC, Apple II                                                        | VC20, TI-99/4A                                                     |
| Super Storm     |                                                                              | TI-99/4A                                                           |
| Tempest         |                                                                              | IBM PC                                                             |
| The Pay-Off     | ZX Spectrum                                                                  |                                                                    |
| Track & Field   | C64, IBM PC, Apple II                                                        | VC20                                                               |
| Typo Attack     | IBM PC, Apple II                                                             | C64, VC20, IBM PCjr                                                |
| Vanguard        |                                                                              | C64, VC20, ColecoVision, Intellivision, TI-99/4A, IBM PC, Apple II |

In Deutschland wurden nur die Portierungen für den C64, VC20 und TI-99/4A aktiv beworben.